# Melese surdus
Melese surdus là một loài bướm đêm thuộc phân họ Arctiinae, họ Erebidae.